# Colutea abyssinica
Colutea abyssinica là một loài thực vật có hoa trong họ Đậu. Loài này được Kunth & Bouche miêu tả khoa học đầu tiên.